# Meester van Elsloo

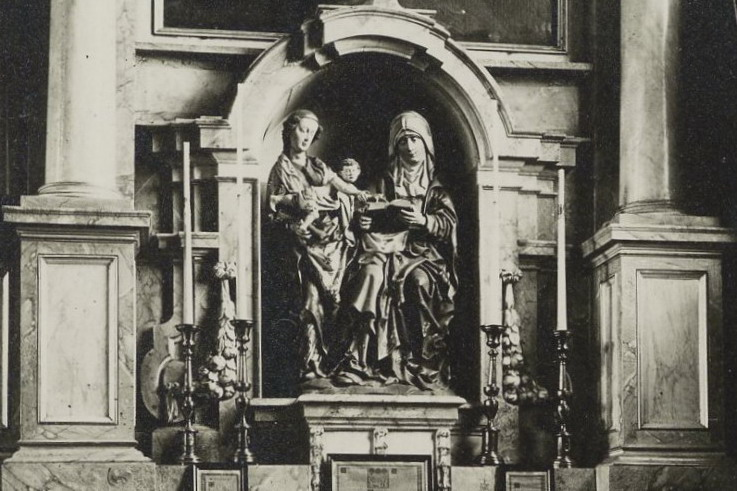
Anna te Drieën in de St-Augustinuskerk te Elsloo: het eerste werk door Timmers toegeschreven aan de Meester van Elsloo

Meester van Elsloo is de noodnaam voor een groep laat-middeleeuwse beeldensnijders, die rond 1500 actief waren in het gebied Opper-Gelre, het huidige Midden en Noord-Limburg, en die hun werk niet signeerden.
De naam Meester van Elsloo werd in 1940 geïntroduceerd door de Limburgse kunsthistoricus prof. dr. J.J.M. Timmers, in een artikel in het tijdschrift Oud-Holland, getiteld: 'Een onbekend beeldsnijder der 16e eeuw: de "Meester van Elsloo"'. De noodnaam is afgeleid van een houten beeld van Sint Anna te Drieën in de Sint-Augustinuskerk in Elsloo (Limburg). De beeldengroep, met de heilige Anna, Maria en het kind Jezus, geldt als een belangrijke representant van het werk van deze kunstenaar(s).
Later zijn tientallen andere laat-middeleeuwse houten beelden aan de Meester van Elsloo of zijn atelier toegeschreven. Inmiddels worden verschillende groepen binnen het atelier onderscheiden. Vermoed wordt dat een van die ateliers in Roermond was gevestigd. Timmers wist al dat de Anna te Drieën te Elsloo rond 1850 vanuit de Roermondse Munsterkerk naar de toen nieuw gebouwde parochiekerk van Elsloo gekomen was. Mogelijk leerde de Meester van Elsloo het vak in Kalkar, in die tijd een centrum van beeldsnijkunst. Andere centra waren Mechelen, Antwerpen en Brussel.
De periode 1450-1525 en bepaalde stijlkenmerken heeft de Meester van Elsloo gemeen met andere beeldensnijders uit de omgeving van Roermond: Jan van Steffeswert, de enige die met naam bekend is, gevestigd te Maastricht, de Meester van Siersdorf, die actief was in het gebied tussen Aken en Keulen, en de Meester van Neeroeteren, ongeveer 40 kilometer ten westen van Roermond in België. In totaal zijn er rond de 200 beelden uit die tijd in de regio bewaard gebleven, die in bepaalde opzichten veel op elkaar lijken, maar waarin toch de herkomst uit bepaalde ateliers te herkennen is.

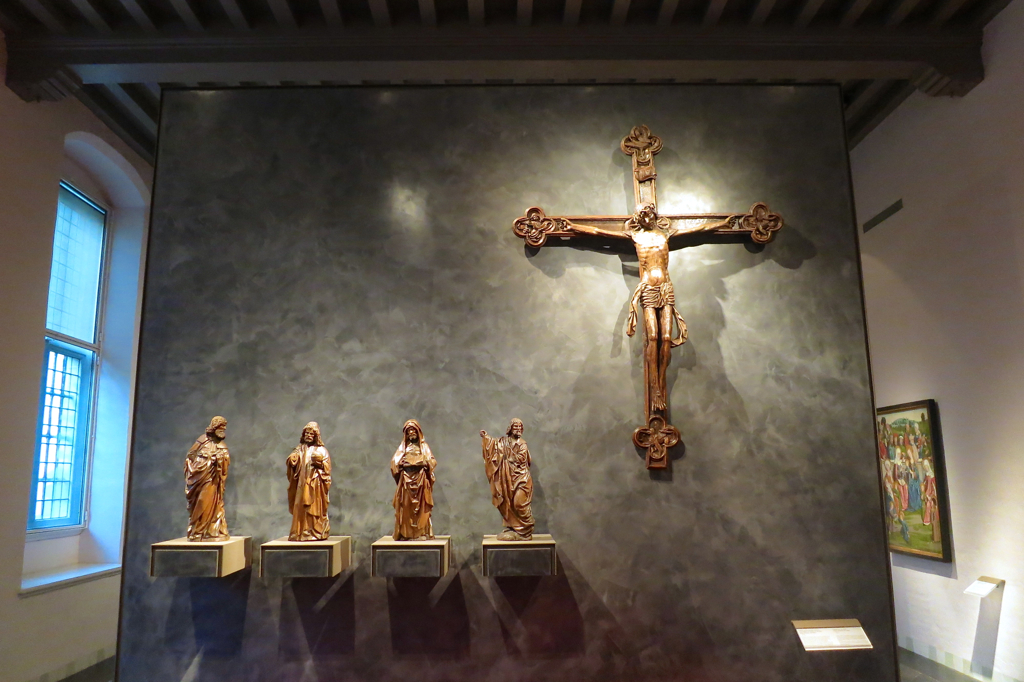
Beeldengroep, Museum Catharijneconvent, Utrecht
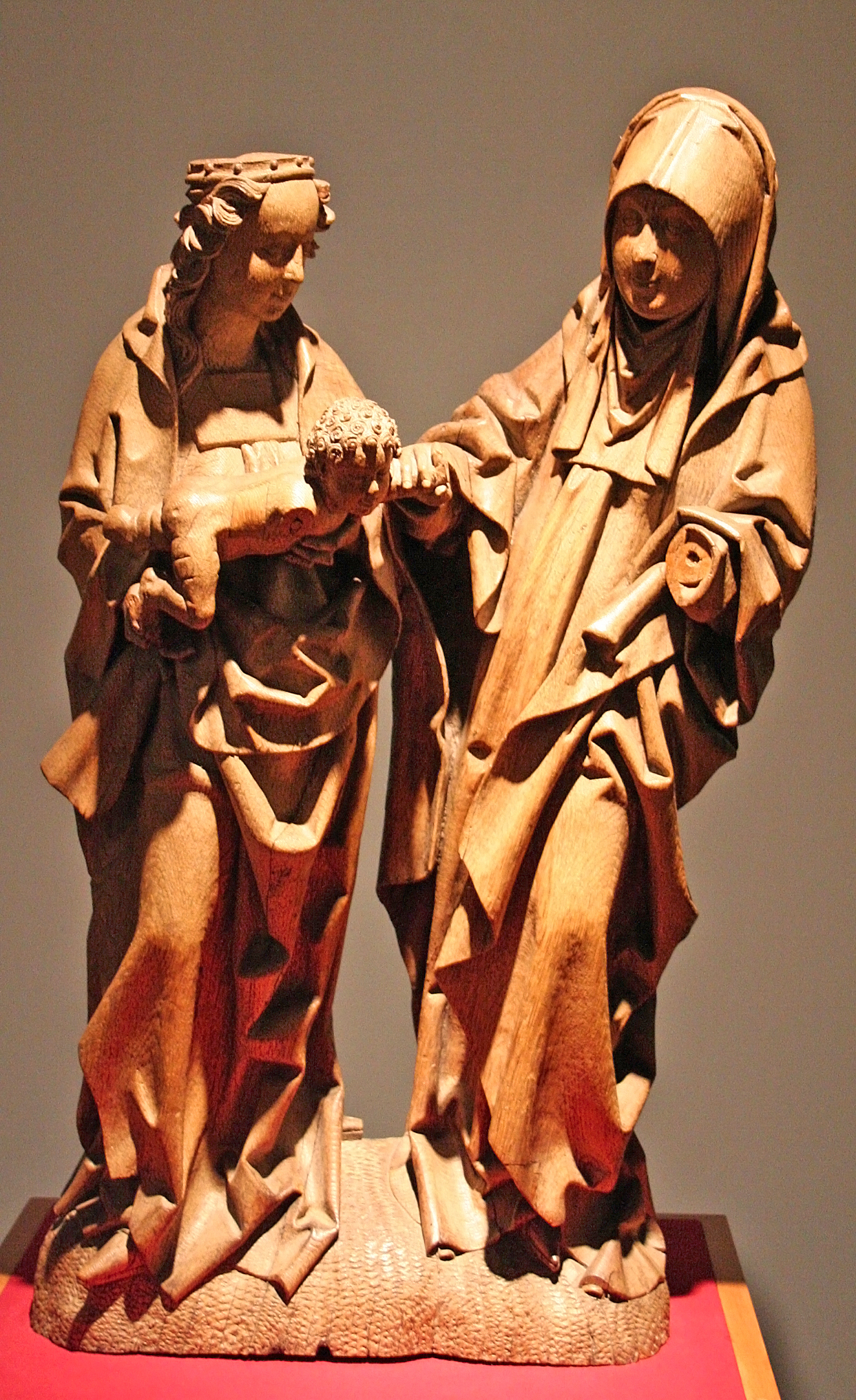
Anna te Drieën, Rijksmuseum Amsterdam
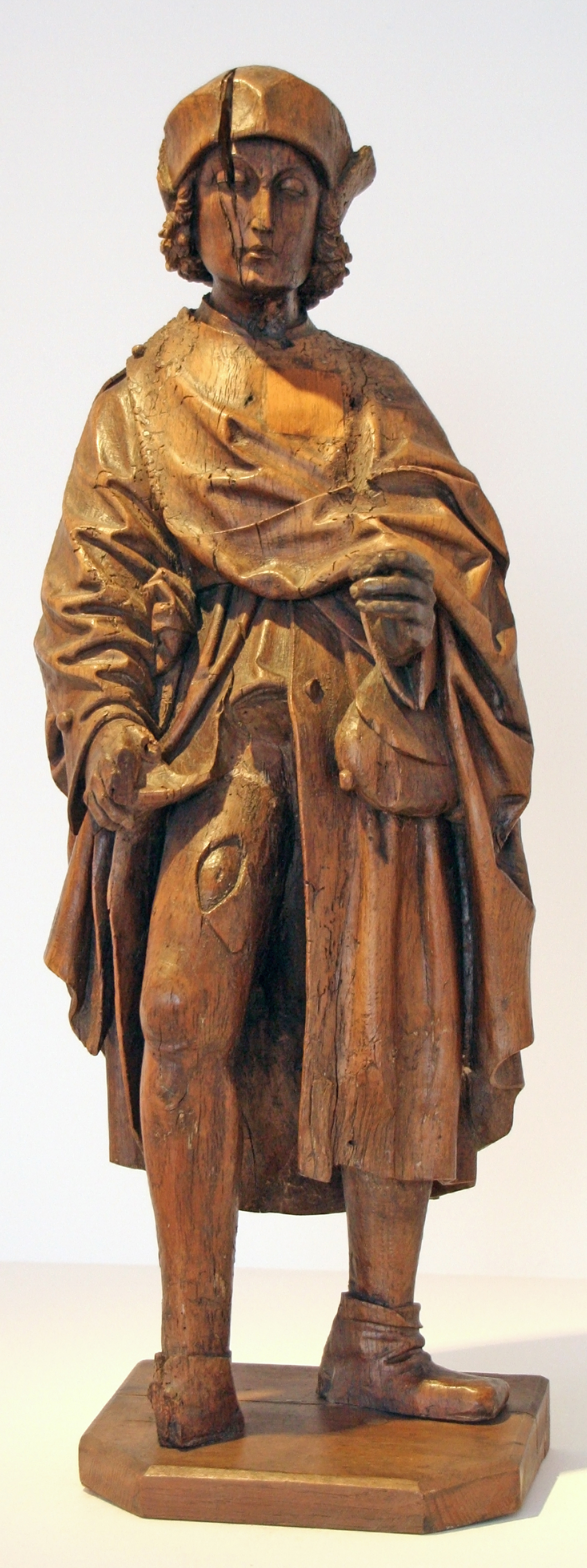
Sint-Rochus, Bonnefanten-museum, Maastricht
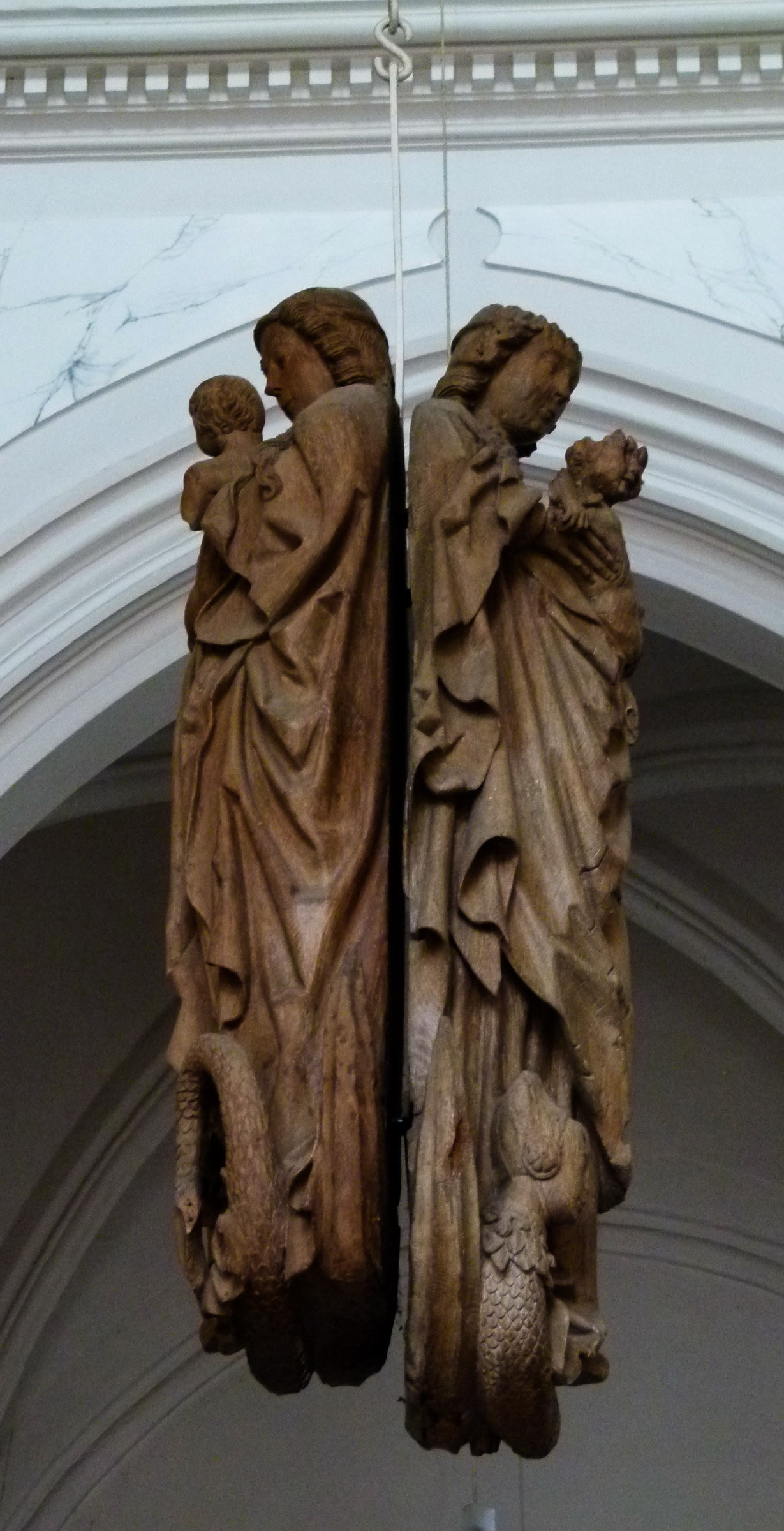
Marianum, Sint-Michaëlskerk, Thorn
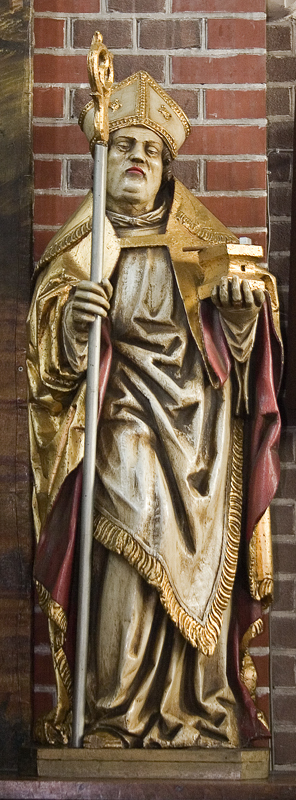
Sint-Eligius, Sint-Lambertuskerk, Huisseling
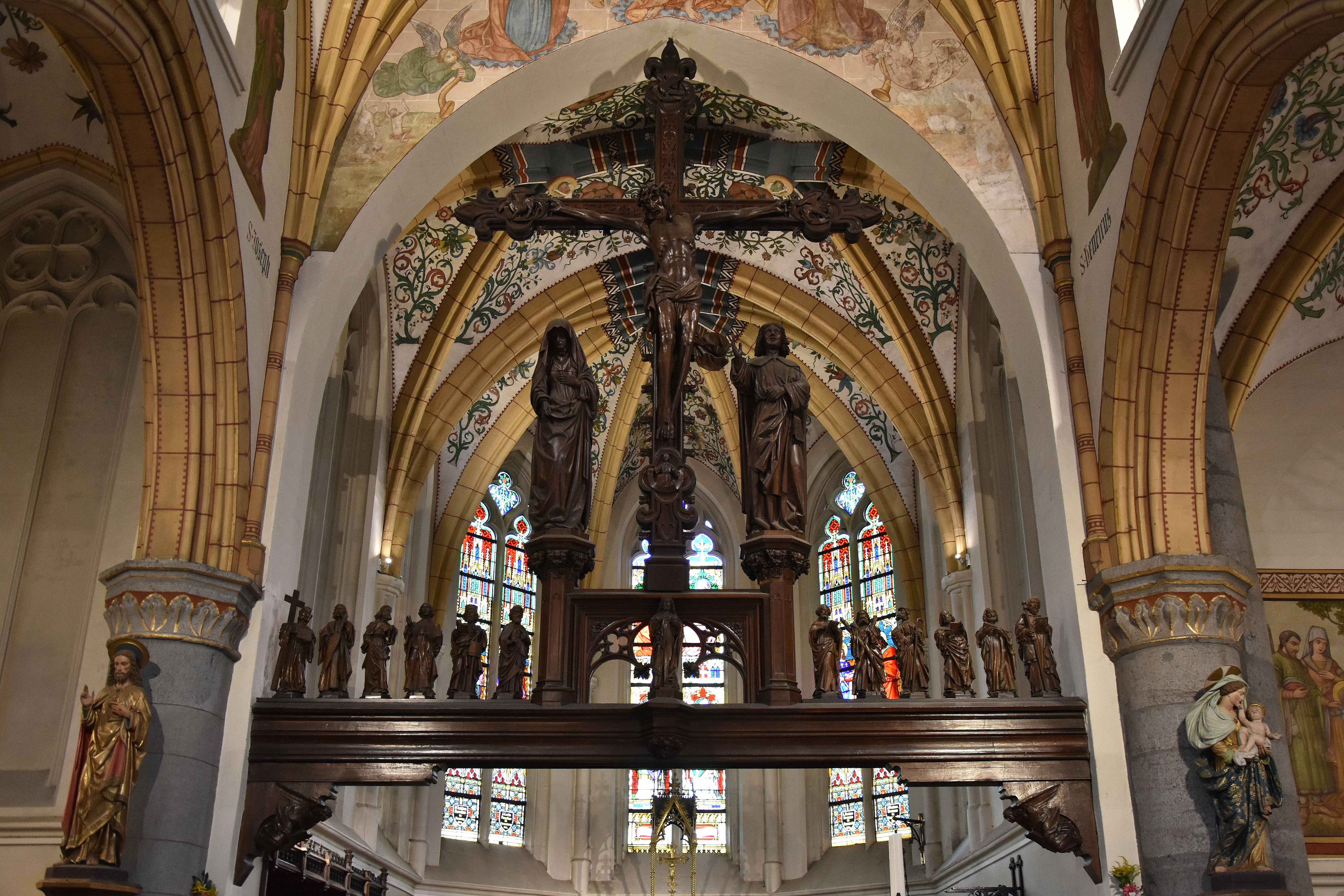
Apostelbalk met calvariegroep, Sint-Lambertuskerk (Neeroeteren)
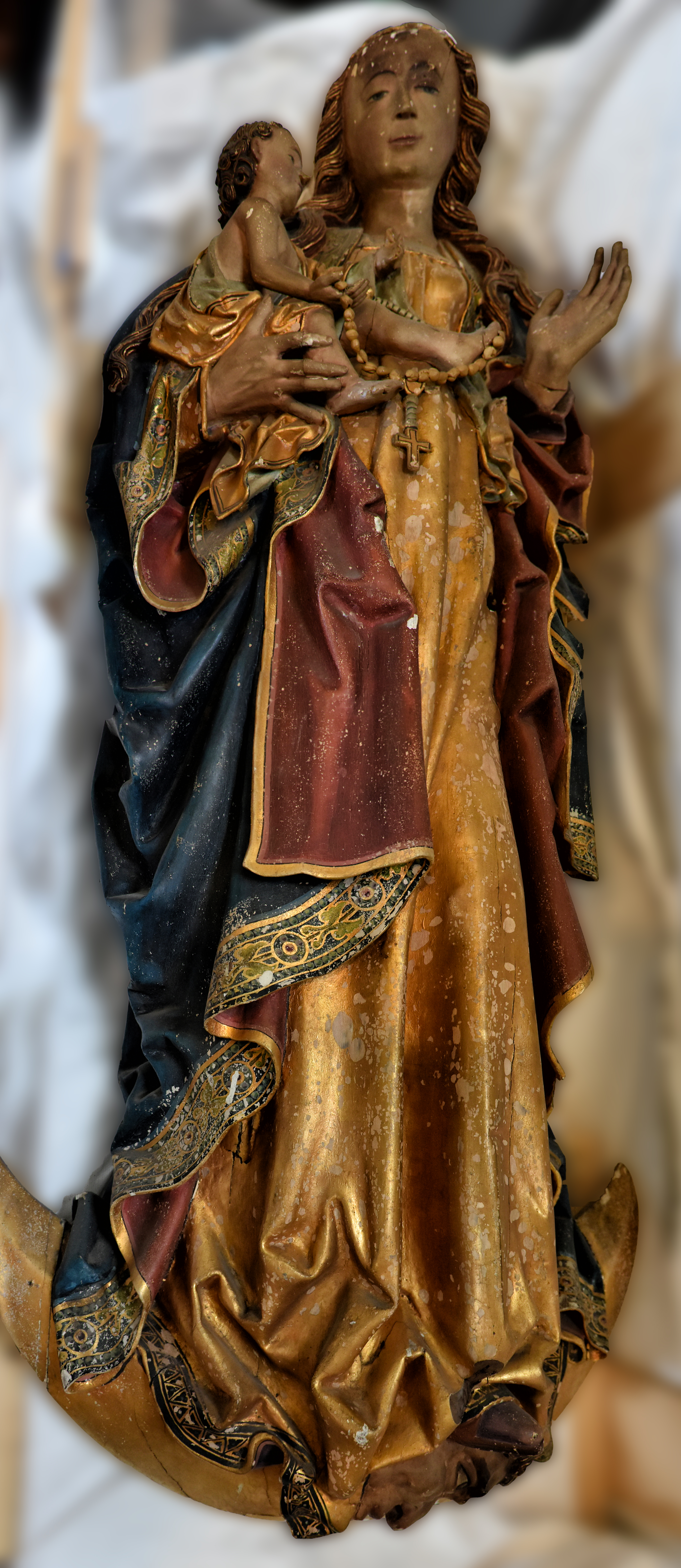
Onze-Lieve-Vrouw met Kind op de maansikkel, Sint-Laurentiuskerk (Bocholt)
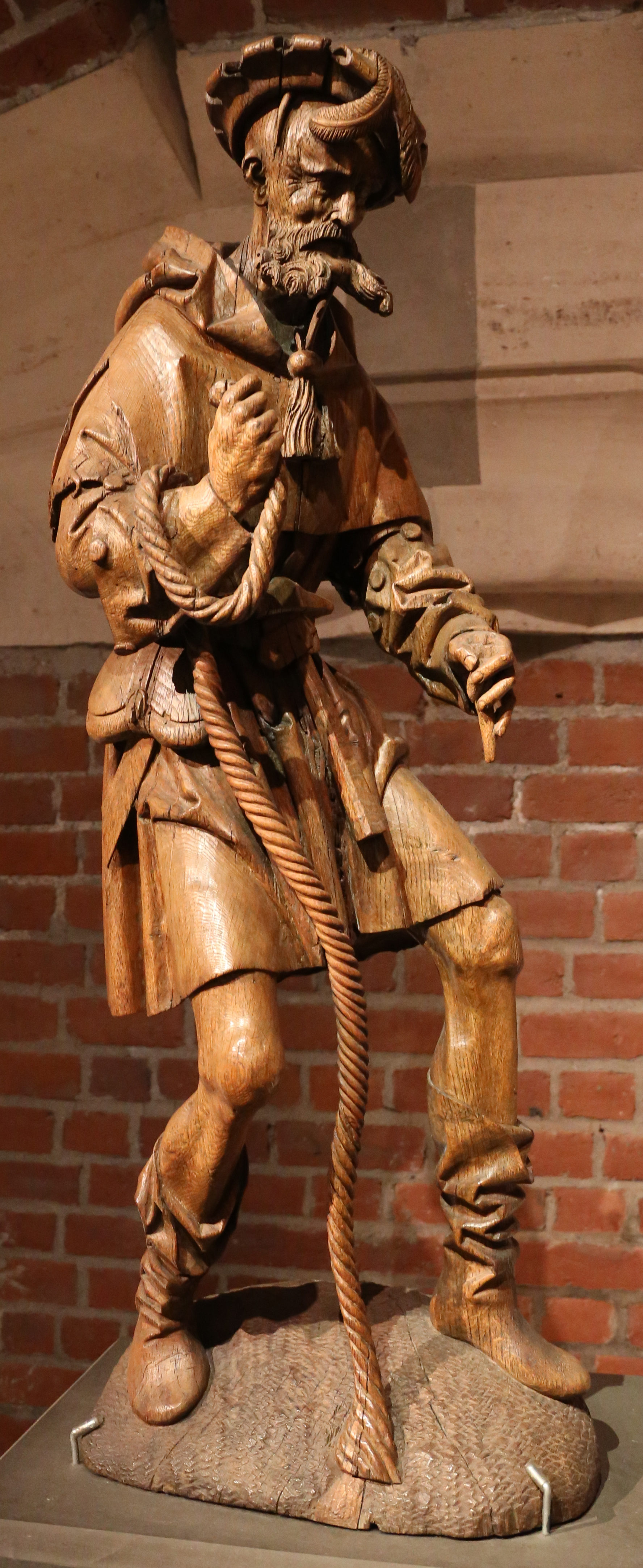
De beul van Heinsberg, ca. 1520, Museum voor Schone Kunsten (Rijsel)

## Verder lezen
- Lars Hendrikman et al. (2019), De Meester van Elsloo. Van eenling tot verzameling, Waanders Uitgevers, Zwolle, ISBN 9789462622180

- Gemeinsame Normdatei: 130119458
- RKD-Nederlands Instituut voor Kunstgeschiedenis: 256777
- Union List of Artist Names: 500060065
- Virtual International Authority File: 77412809
- WorldCat: E39PCjF3QCg3dx4RcHjgGj6xjC